# Bedřich Smetana Museum (Obříství)
Het Herdenkingsmuseum Bedřich Smetana (Tsjechisch: Památník Bedřicha Smetany) is een museum in Semilkovice, Obříství, in de regio Midden-Bohemen in Tsjechië. Het is gewijd aan de componist Bedřich Smetana (1824-1884).

## Collectie
Het museum is vooral gewijd aan hoe hij leefde in Obříství. Er worden allerlei memorabilia van de componist getoond, zoals schilderijen,  meubilair, een piano en andere huisraad.

## Achtergrond
Smetana heeft hier sinds de jaren 1840 gewoond en vertrok in 1852. Het huis is uitgeroepen tot cultureel erfgoed van Tsjechië. Het museum werd hier geopend op 9 september 1956.
Na waterschade door de overstroming van de Elbe in 2001/02 werd het pand gerenoveerd en heropend op 28 juni 2007.